# Хомеостаза
Хомеостаза је равнотежа, често саморегулациони повратак организма у стање пре но што је дошло до неких промена у његовом саставу или функционисању. У биологији, хомеостаза је стање сталних унутрашњих, физичких и хемијских услова које одржавају живи системи. Ово је услов оптималног функционисања организма и укључује многе променљиве, попут телесне температуре и равнотеже течности, које се држе у одређеним унапред постављеним границама (хомеостатски распон). Друге променљиве укључују  ванћелијске течности, концентрације натријумових, калијумових и калцијумових јона, као и ниво шећера у крви, које је потребно регулисати упркос променама у окружењу, исхрани или нивоу активности. Сваком од ових варијабли управља један или више регулатора или хомеостатских механизама, који заједно одржавају живот. Пошто је саставни део животних процеса, хомеостаза настоји да успоставља нарушени склад механизмом повратне везе (енгл. feed back), аутоматски, без свесне намере регулишу се сви већи поремећаји равнотеже у унутарсоматским, социјалним или психичким процесима.
Хомеостаза се јавља као природна отпорност на промене када се систем већ налази у оптималним условима, при чему равнотежу одржавају многи регулаторни механизми. Сви хомеостатски контролни механизми имају најмање три међузависне компоненте за променљиву која се регулише: рецептор, контролни центар и ефектор. Рецептор је сензорска компонента која прати и реагује на промене у окружењу, било спољашње или унутрашње. Рецептори укључују терморецепторе и механорецепторе. Контролни центри укључују респираторни центар и ренин-ангиотензински систем. На ефективну мету се делује тако да се промена врати у нормално стање. На ћелијском нивоу, рецептори укључују нуклеарне рецепторе који доводе до промена у експресији гена путем горње или доње регулације и делују у механизмима негативне повратне спреге. Пример за то је контрола жучних киселина у јетри.
Неки центри, попут система ренин-ангиотензин, контролишу више варијабли. Када рецептор осети стимулус, он реагује слањем акционих потенцијала у контролни центар. Контролни центар поставља распон одржавања - прихватљиве горње и доње границе - за одређену варијаблу, попут температуре. Контролни центар реагује на сигнал одређивањем одговарајућег одговора и слањем сигнала ефектору, који може бити један или више мишића, орган или жлезда. Када се сигнал прими и на њега се делује, рецептору се даје негативна повратна спрега која зауставља потребу за даљом сигнализацијом.
Канабиноидни рецептор типа 1 (CB1), који се налази на пресинаптичком неурону, је рецептор који може зауставити ослобађање стресног неуротрансмитера у постсинаптички неурон; активирају га ендоканабиноиди (CB1) као што су анандамид (N-арахидоноилетаноламид; AEA) и 2-арахидоноилглицерол (2-AG) путем ретроградног сигналног процеса у којем се ова једињења синтетишу и ослобађају из постсинаптичких неурона и враћају назад у пресинаптички терминал да се вежу за рецептор CB1 за модулацију ослобађања неуротрансмитера ради постизања хомеостазе.
Полинезасићене масне киселине (PUFA) су деривати липида омега-3 (докозахексаенска киселина,  и eикозапентаеноинска киселина) или омега-6 (арахидонска киселина) синтетишу се из мембранских фосфолипида и користе се као прекурзор за ендоканабиноиде (EC) посредују у значајним ефектима у фином подешавању хомеостазе тела.

## Историја
Концепт регулације унутрашњег окружења описао је француски физиолог Клод Бернар 1849. године, а реч хомеостаза сковао је Валтер Брадфорд Канон 1926. Године 1932, Џозеф Баркрофт, британски физиолог, први је напоменуо да виша функција мозга захтева најстабилније унутрашње окружење. Дакле, Баркрофтову хомеостазу није само организовао мозак - хомеостаза је служила мозгу. Хомеостаза је готово искључиво биолошки израз који се односи на концепте које су описали Бернард и Канон, а тиче се постојаности унутрашњег окружења у којем ћелије тела живе и опстају. Израз кибернетика примењује се на технолошке системе управљања као што су термостати, који функционишу као хомеостатски механизми, али се често дефинише много шире од биолошког појма хомеостазе.